# 何継筠
何 継筠（か けいいん、921年 - 971年）は、五代後晋から北宋にかけての軍人。字は化龍。本貫は河南郡洛陽県。

## 経歴
何福進の子として生まれた。後晋が建国されると、殿直に任じられた。後周の広順2年（952年）、太祖郭威が慕容彦超らの乱を討つと、継筠はこれに従った。反乱が鎮圧されると、供奉官に転じた。遼の高模翰が2000騎を率いて深州・冀州に侵入すると、継筠は劉誠誨とともにこれを撃退した。まもなく父の下で入朝すると、内殿直都知となった。顕徳元年（954年）、父が死去し、喪が開けて再起すると、濮州刺史となり、静安軍に駐屯した。遼軍の侵入を迎撃して破ると、棣州刺史に転じた。顕徳6年（959年）、世宗柴栄が瓦橋関を攻撃すると、継筠は部下を率いて百井道に進出し、数千の軍を撃破した。恭帝が即位すると、西北面行営都監となった。
宋の建隆2年（961年）、棣州に団練が置かれると、団練使となった。建隆3年（962年）、関南兵馬都監となった。乾徳4年（966年）、棣州防禦使の任を加えられた。開宝元年（968年）秋、李継勲らが北漢を討つと、継筠は先鋒をつとめ、汾河の橋を奪取し、北漢の将の張環・石贇を捕らえた。開宝2年（969年）春、趙匡胤が北漢に親征すると、継筠は陽曲県に駐屯していたが、数千騎を率い石嶺関に赴き、遼の援軍を撃破した。功績により建武軍節度使・棣州通判に任じられた。開宝3年（970年）、入朝すると、鞍馬・戎杖を賜って辺境の守備を命じられた。開宝4年（971年）秋、開封に帰った。背中にできものができて、趙匡胤の見舞いを受けた。しばらくして死去した。享年は51。侍中の位を追贈された。

## 子女
- 何承矩
- 何承睿

## 伝記資料
- 『宋史』巻273 列伝第32